# Cryptophagus reflexicollis
Cryptophagus reflexicollis is een keversoort uit de familie harige schimmelkevers (Cryptophagidae). De wetenschappelijke naam van de soort werd in 1876 gepubliceerd door Edmund Reitter.